# Onymapata vittata
Onymapata vittata là một loài bướm đêm thuộc phân họ Arctiinae, họ Erebidae.